# Ksukolovití

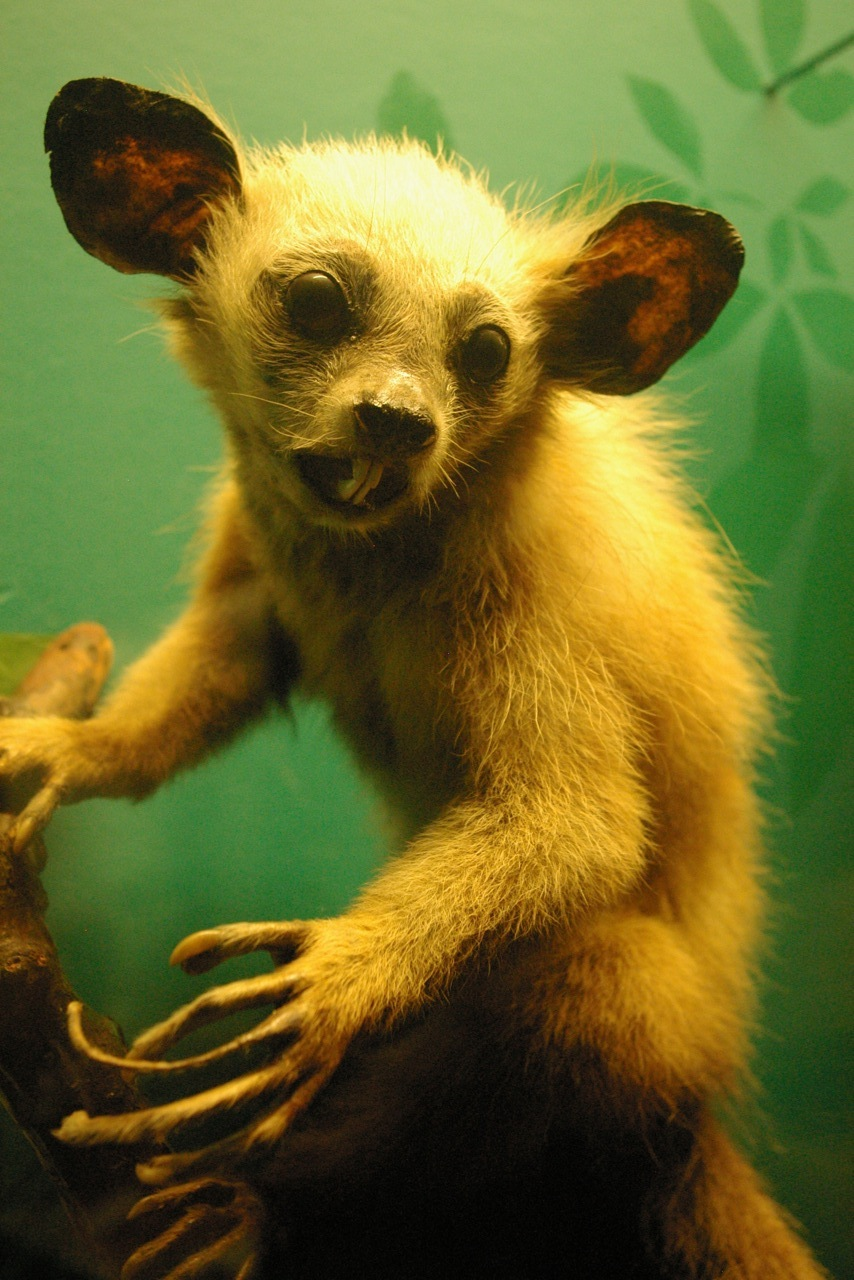
Ksukol z blízka (Daubentonia madagascariensis)

Ksukolovití (Daubentoniidae) je čeleď z podřádu poloopic obývajících Madagaskar. Čeleď má pouze jeden rod s jedním recentním (zachovalým) druhem ksukolem ocasatým (Daubentonia madagascariensis) a s jedním vymřelým druhem ksukolem velkým (Daubentonia robusta). Ksukol ocasatý je také známý pod jménem aye-aye.

## Popis
Tyto největší noční poloopice patří k vývojově nejstarší větvi, která se oddělila od prapředka lemurů asi v době Paleocénu nebo Eocénu. Měří asi 30 až 37 cm a ocas 44 až 53 cm. Váží přibližně 2,5 kg, samice bývá cca o 100 gramů lehčí. Jiné znaky pohlavního dimorfismu nejsou běžně patrné.
Dospělí ksukolové mají srst barvy černé nebo tmavě hnědé, ocas huňatý tvarem podobný veverce, v černé srsti občas prosvítají bílé chlupy. Boltce uší mají výrazné, v obličeji jsou nápadné světélkující oči přizpůsobeny k nočnímu vidění, ohraničeny tmavšími kruhy. Přední zuby, řezáky, jim v obou čelistech rostou po celý život. Úzká ústa a čenich jsou vzhledem typicky hlodavčí. Samice mají mléčné žlázy a bradavky v oblasti třísel. Oči jim překrývá zvláštní průhledná zvlhčující membránu, tzv. třetí víčko.
Na předních končetinách mají silný palec s plochým nehtem, který může být od ostatních prstů hodně oddálen, je částečně protistojný. Ostatní prsty jsou na konci paličkovitě ztluštěné a mají drápy. Zvláštní je prostřední prst, ten je tenký a asi o třetinu delší než ostatní, používají ho k čistění srstí i opatřování potravy.

## Stravování
Jsou to všežravci, jejich potravou jsou rozličné ovoce, ořechy, semena, bambusové výhonky i pupeny květů, houby, larvy hmyzu i samotný hmyz. Larvy nebo hmyz vytahují prodlouženým prstem ze skulin, případně se k nim prokousávají ostrými řezáky. Tento prst používají i k pití tak, že ho smočí v tekutině a rychle v tlamě olíznou (až 3x za sekundu).
Pokud nemají dostatek vhodné potravy, vydávají se na plantáže domorodců, kde se krmí jejích výpěstky, tj. kokosy, mangem, cukrovou třtinou a případně i vejci z kurníků. Při hledání potravy se vzdalují od lesa i přes kilometr daleko.

## Způsob života
Ksukolovití žijí ostrůvkovitě na východním, severním a severozápadním pobřeží v deštných pralesích a také se vyskytují v listnatých lesích až do nadmořské výšky 1800 metrů. Den prospí v jednoduchých hnízdech v rozsochách stromů a po západu slunce se vydávají na pastvu a lov. Popolézají pomalu po větvích a hledají jak rostlinou potravu, tak poslouchají zda neuslyší zvuky larev hmyzu pod kůrou nebo ve štěrbinách. Vertikální směrem lezou za pomoci drápů celkem snadno a protože téměř neskáči, přesunují se z jednoho stromu na druhý po zemi. Pohybují se po čtyřech končetinách jak na stromech, tak i po zemi. Převážnou část noci stráví nasloucháním a odpočinkem.
Samci i samice mimo období páření žijí samostatně, potkávají se jen při pastvě. Každý jednotlivec má svoje území, samec o rozloze asi 320 m² a samice 80 m². Samčí a samičí areály se překrývají a samec má na svém několik samičích. Svá území si značkují výměšky pachových žláz, které mají odpudit konkurenty. V období páření jsou samci vůči sobě agresivní, o spáření rozhodují samice.

## Rozmnožování
Březost samice ksukolovitých trvá asi 5 měsíců. Po narození, většinou jednoho, mláděte ho samice kojí asi 7 měsíců a pak ještě zůstává u matky asi dva roky než dospěje. Samec se o mládě stará minimálně. Samice má trvalou ovogenezi, produkuje vajíčka průběžně.
Průměrná doba života ve volné přírodě není známa, v zajetí se jedinec dožil až 23 let. Ksukolovití jsou živočichové žijící velice skrytě a většina znalostí o jejich způsobu života je odpozorována z umělých chovů. Jediným vážnějším přirozeným nepřítelem ksukolovitých je fosa (Cryptoprocta ferox).

## Ohrožení
Podle IUCN jsou ksukolové považováni za ohrožený druh. Je to zapříčiněno likvidaci původních biotopů pro těžbu kvalitního dřeva nebo pro výsadbu monokulturních plantáží, i prostým mýcením lesa za účelem rozšiřování polí k uživení zvětšující se domorodé populace. To vše ksukolovitým zmenšuje nutný životní prostor pro získání vhodné potravy a odděluje od sebe jednotlivé populace.
Dříve ohrožovala ksukolí populace pověst domorodých obyvatel Madagaskaru, že tito primáti představují hrozbu, a když je někdo spatří nebo ksukol na někoho ukáže svým dlouhým prstem, ten později zemře. Ksukolové tak byli v případě setkání s člověkem často zbytečně a nesmyslně zabíjeni.